# Caerphilly
Caerphilly (velšsky Caerffili) je město na jihu stejnojmenného hrabství ve Walesu ve Spojeném království.
Správním centrem je od roku 1996, v letech 1976-1996 bylo v hrabství Gwent a původně v tradičním hrabství Glamorgan na hranici s Monmouthshire.
Leží přibližně dvanáct kilometrů severně od Cardiffu. Jeho partnerským městem je český Písek nebo německý Ludwigsburg. Nachází se zde středověký hrad.
V roce 2001 zde žilo 30 388 obyvatel.